# Didier de Saint-Jaille
Didier de Saint-Jaille (Tolone, ... – Montpellier, 26 settembre 1536) è stato Gran Maestro dell'Ordine di Malta dal 1535 fino alla sua morte.
Era originario della Francia.
Poco si sa ad ogni modo della sua vita prima di essere eletto Gran Maestro, carica che ad ogni modo conseguì e mantenne per pochissimo tempo: egli morì infatti durante il viaggio che stava compiendo per giungere a Malta, dove prendere ufficialmente possesso dell'incarico assegnatogli.